# 12364 Asadagouryu
12364 Asadagouryu eller 1993 XQ1 är en asteroid i huvudbältet som upptäcktes den 15 december 1993 av den japanska astronomen Takao Kobayashi vid Ōizumi-observatoriet. Den är uppkallad efter astronomen Asada Gouryu.
Asteroiden har en diameter på ungefär 3 kilometer.